# F-centrum

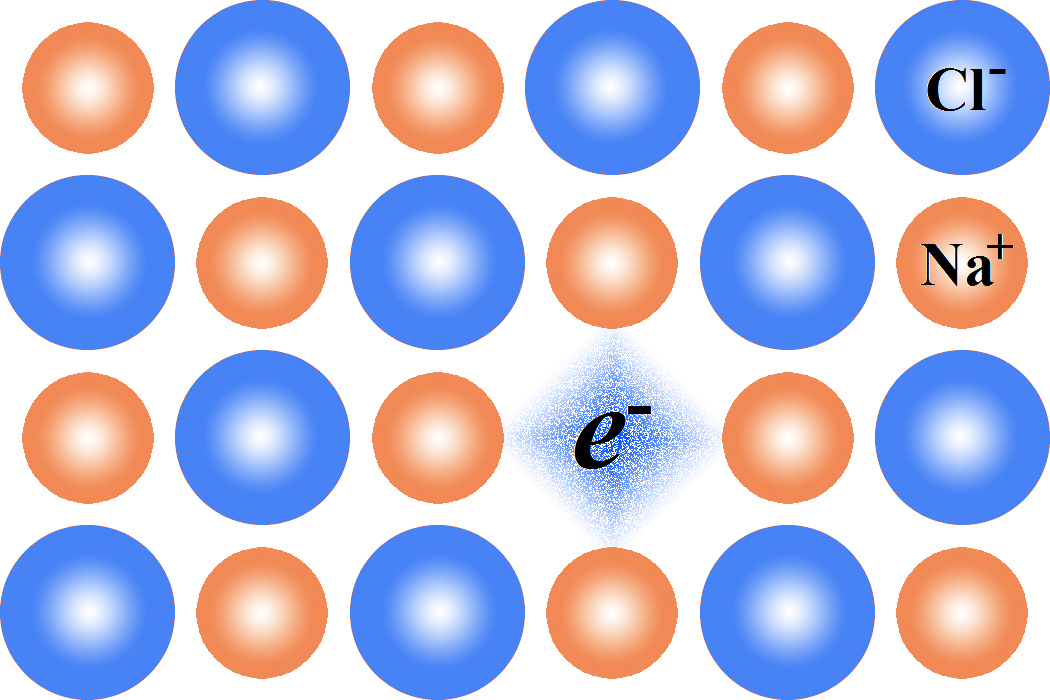
NaCl kristályban található F-centrum

A kristálytanban és a szilárdtestfizikában F-centrumnak vagy színcentrumnak azt a kristálytani hibatípust nevezzük, mely esetén egy rácsbeli anionvakancia helyén kialakuló stabil elektronállapotokat egy vagy több párosítatlan elektron foglal el. Az ilyen elektronok jellemzően a látható tartományba eső fény elnyelésére és kibocsátására képesek, így ha az anyag színtelen volt, az F-centrumok jelenléte azt színessé teszi. Minél több az anyagban a színcentrum, annál intenzívebb a jelenség, annál erősebb az anyag elszíneződése is.
A kifejezés a német Farbzentrum kifejezésből ered (Farbe=szín, Zentrum=központ).

## Fizikai leírása
Színcentrumok természetes kristályokban is létrejönnek, kimondottan a fém-oxidokra jellemzőek. A kristály melegítésével a termikusan gerjesztett ionok elmozdulhatnak a rácsban elfoglalt helyükről és ha ezt egy anion teszi, miközben elektronokat hagy hátra, színcentrum jöhet létre.
Ennek megfelelően a színcentrumok keltésének egy módja a kristály melegítése a kristályban található anionban gazdag környezetben. Például NaCl kristályban úgy kelthetünk F-centrumokat, ha azt fémes Na-ban gazdag közegben hevítjük.
Ekkor a következő reakció jön létre:
Na0 → Na+ + e−
A Na+ beépül a kristályba és Cl− vakanciák jönnek létre a nagy nátriumtöbblet miatt
Az így létrejött vakanciák elektronokat fognak be, hogy csökkenhessen a kloridion hiánya miatti pozitív töltés lokális túlsúlya, azaz színcentrum jön létre. Színcentrumok ionizáló sugárzás hatására is létrejöhetnek.
Az F-centrumokon tartózkodó elektronok jellemzően paramágneses tulajdonságúak, így vizsgálatuk egy lehetséges módja az elektron-paramágnesesrezonancián alapuló mérés. 
H-centrumnak nevezzük azt a némiképp az F-centrum ellentétének tekinthető rácshiba típust, amikor a rácsba egy intersticiális (rácsközi) halogén atom épül be. Egy H-centrum és egy F-centrum (például diffúzió során) találkozik, egymást semlegesítik, a két hibahely eltűnik. Ez a folyamat a rács optikai gerjesztésével (pl. lézerrel) elősegíthető.

## Alkalmazásai
A színcentrumoknak köszönhető az a jelenség, hogy bizonyos kristályok hevítés hatására elszíneződnek. Pl. a lítium-klorid pink, a kálium-klorid lilás, a cink-oxid pedig sárga színű lesz.
Az elszíneződés különféle alkalmazásokat tesz lehetővé. Ezen a jelenségen alapul a röntgenfotonok és töltött részecskék detektálására alkalmas képalkotó lemez működése is. A lemez olyan bevonattal rendelkezik, mely röntgenfoton és töltött részecskék detektálására alkalmas. Anyaga BaXF:Eu2+ , ahol X=Cl, Br, I, azaz halogén. A réteg kétszeresen ionizált európiummal van dópolva. A beeső foton vagy töltött részecske ezeket tovább ionizálja, Eu3+ ionok jönnek létre elektron leadás mellett. A vezetési sávba jutó elektron egy halogén vakancián befogódik és színcentrumot hoz létre. A színcentrumok száma a beeső röntgensugárzás vagy töltöttrészecske-nyaláb lokális intenzitásával függ össze. A képalkotó lemez kiolvasása vörös lézerrel történhet (pl. He-Ne lézer, 633 nm). A lézer végigpásztázza a lemezt, az Eu3+ ionokat visszaalakítja Eu2+ ionná, közben az eltűnő színcentrumok kék fotonokat bocsátanak ki, melyeket a lézerrel együtt pásztázó optikai rendszer fotoelektron-sokszorozó segítségével detektál.